# Marka (plaats)
Marka (Italiaans: Merca), ook geschreven als Merka of Marca, is een havenstad in het zuiden van Somalië aan de Indische Oceaan. Het is de hoofdstad en belangrijkste stad van de provincie Neder-Shabelle en bevindt zich op ongeveer 70 kilometer ten zuidwesten van Mogadishu. De bevolking wordt geschat op ergens tussen de 65.000 en 100.000 inwoners (2005), waarvan de helft arriveerde in het begin van de jaren 90.
De stad ontstond in de 7e eeuw door toedoen van de Bimaal-clan (een subclan van de Dir). Een eeuw eerder arriveerden de eerste Somali in het gebied rondom de latere stad en tot op heden houden ze er de macht door de handel. In de stad wonen ook veel Arabische Benadiri, hetgeen terug valt te zien in de Arabische architectuur in delen van de stad. De verschillende clans leven relatief vreedzaam samen in de stad. Van de tijd van het Italiaanse koloniale bestuur tot aan de tijd van Siad Barre vormde Marka een belangrijke badplaats en vakantieoord voor toeristen uit Mogadishu.
Marka was in 1977 de locatie van de laatste pokkenuitbraak, voordat deze ziekte wereldwijd werd uitgebannen. Een ziekenhuiskok genaamd Ali Maow Maalin vormde de bron. Hierop volgde gedurende twee weken een massale inentingsactie waarbij 54.777 inwoners werden gevaccineerd, waardoor een epidemie werd voorkomen.
Tijdens de Somalische Burgeroorlog trokken veel binnenlandse vluchtelingen naar de stad. Rond de stad zelf werd relatief weinig gevochten, waardoor de meeste gebouwen bewaard bleven. Sinds 2003 bevindt zich er een klein lokaal bestuur. Tijdens de machtsovername door de Unie van Islamitische Rechtbanken in Mogadishu in 2006 vervulde de stad de functie van aanvoerhaven voor het grootste deel van de internationale voedselhulp.

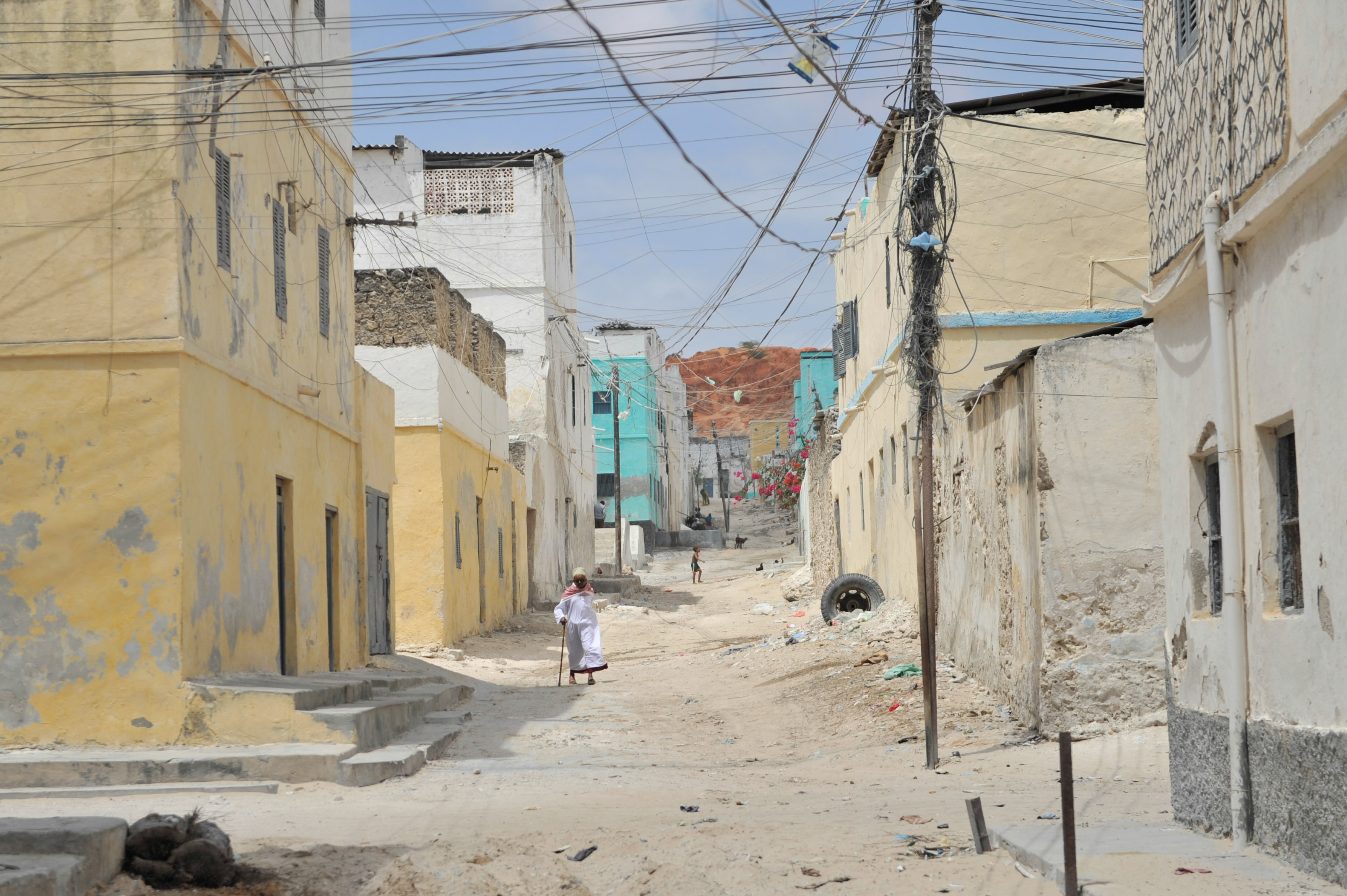
Steegjes in Marka